# Miloš Holaň
Pour les articles homonymes, voir Holaň.
Miloš Holaň (né le 22 avril 1971 à Bílovec en Tchécoslovaquie aujourd'hui ville de République tchèque) est un ancien joueur professionnel de hockey sur glace.

## Carrière en club
Il commence sa carrière en jouant dans son pays pour l'équipe du TJ Vítkovice qui évolue alors en 1.liga, plus haute division tchécoslovaque à l'âge de 18 ans. Entre 1990 et 1992, il joue pour le club du HC Dukla Trenčín et est sacré champion lors de la seconde saison.
Il retourne ensuite jouer pour son premier club pour la dernière saison de la 1.liga tchécoslovaque. Vítkovice perd en finale contre le HC Sparta Prague en quatre matchs (3-1) mais malgré tout, Holaň reçoit la Crosse d'Or en tant que meilleur joueur tchécoslovaque de la saison. Il est également élu meilleur défenseur de la saison et meilleur joueur des séries.
Au cours de l'été qui va suivre, il participe au repêchage d'entrée dans la Ligue nationale de hockey et est choisi lors de la troisième ronde par les Flyers de Philadelphie (77e joueur choisi). Il décide de rejoindre l'Amérique du Nord mais après huit matchs dans la LNH avec les Flyers, il est affecté aux Bears de Hershey de la Ligue américaine de hockey, équipe affiliée à la franchise des Flyers. En réalité, il commence à avoir du mal à jouer en raison d'un mal grandissant.
En 1994-1995, il débute avec les Bears puis rejoint les Mighty Ducks d'Anaheim en retour de Anatoli Semionov. Quelques matchs après le début de la saison 1995-1996, il lui est diagnostiqué une leucémie.
Il va alors s'arrêter de jouer entre 1995 et 1998, pour se soigner. En 1998, pour son retour au jeu, il signe avec son premier club professionnel, le HC Vítkovice qui évolue alors en Extraliga tchèque. Il joue sa dernière saison en 1999-2000 en débutant avec HC Oceláři Třinec puis en finissant la saison avec l'EHC Freiburg évoluant en 2.bundesliga la seconde division allemande.

### Trophées et honneurs personnels
Championnat de Tchécoslovaquie
- 1991-92 : Champion avec HC Dukla Trenčín
- 1992-93 : Crosse d'Or, meilleur défenseur de la saison et meilleur joueur des séries avec TJ Vítkovice

Ligue nationale de hockey
- Sélectionné en 1993 par les Flyers de Philadelphie (troisième ronde - 77e joueur)

## Statistiques
Pour les significations des abréviations, voir Statistiques du hockey sur glace.
| Saison             | Équipe                 | Ligue              |     | Saison régulière | Saison régulière | Saison régulière | Saison régulière | Saison régulière |   | Séries éliminatoires | Séries éliminatoires | Séries éliminatoires | Séries éliminatoires | Séries éliminatoires |
| Saison             | Équipe                 | Ligue              | PJ  | B                | A                | Pts              | Pun              | PJ               | B | A                    | Pts                  | Pun                  |                      |                      |
| 1988-1989          | TJ Vítkovice           | 1.liga             | 7   | 0                | 0                | 0                | 0                |                  |   |                      |                      |                      |                      |                      |
| 1989-1990          | TJ Vítkovice           | 1.liga             | 43  | 6                | 7                | 13               |                  | 7                | 2 | 1                    | 3                    |                      |                      |                      |
| 1990-1991          | HC Dukla Trenčín       | 1.liga             | 53  | 6                | 13               | 19               |                  |                  |   |                      |                      |                      |                      |                      |
| 1991-1992          | HC Dukla Trenčín       | 1.liga             | 51  | 13               | 22               | 35               | 32               |                  |   |                      |                      |                      |                      |                      |
| 1992-1993          | TJ Vítkovice           | 1.liga             | 53  | 35               | 33               | 68               |                  |                  |   |                      |                      |                      |                      |                      |
| 1993-1994          | Flyers de Philadelphie | LNH                | 8   | 1                | 1                | 2                | 4                |                  |   |                      |                      |                      |                      |                      |
| 1993-1994          | Bears de Hershey       | LAH                | 27  | 7                | 22               | 29               | 16               |                  |   |                      |                      |                      |                      |                      |
| 1994-1995          | Bears de Hershey       | LAH                | 55  | 22               | 27               | 49               | 75               |                  |   |                      |                      |                      |                      |                      |
| 1994-1995          | Mighty Ducks d'Anaheim | LNH                | 25  | 2                | 8                | 10               | 14               |                  |   |                      |                      |                      |                      |                      |
| 1995-1996          | Mighty Ducks d'Anaheim | LNH                | 16  | 2                | 2                | 4                | 24               |                  |   |                      |                      |                      |                      |                      |
| 1998-1999          | HC Vítkovice           | Extraliga          | 30  | 9                | 13               | 22               | 26               | 4                | 0 | 2                    | 2                    |                      |                      |                      |
| 1999-2000          | HC Oceláři Třinec      | Extraliga          | 11  | 1                | 5                | 6                | 6                |                  |   |                      |                      |                      |                      |                      |
| 1999-2000          | EHC Freiburg           | 2. Bundesliga      | 5   | 1                | 3                | 4                | 16               |                  |   |                      |                      |                      |                      |                      |
| Totaux en carrière | Totaux en carrière     | Totaux en carrière | 384 | 105              | 156              | 261              | 213              | 11               | 2 | 3                    | 5                    |                      |                      |                      |

## Carrière internationale
Il représente la Tchécoslovaquie lors du championnat du monde junior en 1990 et 1991. Lors des deux éditions, l'équipe remporte la médaille d'argent. En 1993, il joue pour la Tchécoslovaquie lors du tournoi sénior et remporte une nouvelle médaille de bronze.
En 1994, il est sélectionné pour faire partie de la nouvelle équipe de République tchèque qui participe au championnat du monde, l'équipe finissant à la septième place.

## Carrière d'entraîneur
En 2004-05 et 2005-06, il est entraîneur adjoint de Vladimír Vůjtek derrière le banc du club tchèque du HC Vítkovice.